# João Carlos Teixeira Gomes
João Carlos Teixeira Gomes (Salvador, 9 de março de 1936 - Salvador, 18 de Junho de 2020), foi um jornalista, professor universitário e escritor.

## Biografia
João Carlos Teixeira Gomes, nasceu em Salvador, Bahia, Brasil, em 9 de março de 1936, é filho de José Teixeira Gomes Fonseca e de D. Célia Oliveira Teixeira Gomes. Conheceu Glauber Rocha, no Colégio Estadual da Bahia, e integrou num grupo de jovens escritores e intelectuais que ficaria conhecido como a Geração Mapa. Em 1958, concluídos os estudos do 2º ciclo, com ênfase em Letras Clássicas, fez vestibular para a Faculdade de Direito da Universidade Federal da Bahia, pela qual se diplomou em 1961 em Ciências Jurídicas e Sociais. Posteriormente, em 1973, ingressou no Mestrado em Letras do Instituto de Letras da Universidade Federal da Bahia, obtendo grau de Mestre com a dissertação O real no universo da criação literária. Professor de Literatura Brasileira na mesma unidade, como membro do Departamento de Letras Vernáculas do qual foi chefe através de três mandatos, lecionou também na Escola de Biblioteconomia e Documentação da UFBA e, posteriormente, na Faculdade de Comunicação, alternando a regência de disciplina de literatura e jornalismo. De 1958 a 1977 foi jornalista profissional, tendo desenvolvido sua carreira no Jornal da Bahia, que ajudou a fundar em 1958, no qual ocupou sucessivamente os cargos de repórter, secretário, chefe de reportagem, redator-chefe e editorialista. Como jornalista e na qualidade de convidado de governos e instituições estrangeiras, visitou por duas vezes os Estados Unidos, o Chile, Portugal, Angola e Moçambique, tendo participado, em 1972, em Boca Ratón, na Flórida, de um seminário internacional sobre expansão demográfica. Estendeu suas viagens de estudos a outros países da América do Sul e da Europa. Ao lado da sua produção em livros, tem colaborado regularmente em jornais e suplementos literários. Foi também Coordenador do Sistema de Comunicação Social do Governo Waldir Pires e, também, foi Diretor do Centro de Estudos Baianos da Universidade Federal da Bahia.
Uma curiosidade sobre a vida do Joca é que seu pai foi o primeiro goleiro do Esporte Clube Bahia. Time que Joca torce e já deu entrevista no filme "Bahia Minha Vida", falando sobre sua paixão pelo clube e como seus pais se conheceram num jogo do Bahia, pois o avô materno de Joca ia para os jogos do Tricolor Baiano. Vale a pena assistir ao filme e ouvir o retalho, do jeito que só o Joca sabe contar.

## Acadêmico
Membro da Academia de Letras da Bahia, eleito no dia, 10 de setembro de 1987, tomou posse em 8 de junho de 1989, no salão nobre da atual sede, sendo saudado por Waldir Freitas Oliveira.